# Ліхтенштейн на літніх Олімпійських іграх 2020
Ліхтенштейн на літніх Олімпійських іграх 2020 представляли п'ять спортсменів у трьох видах спорту.